# French Hill (político)
James French Hill (Little Rock, Arkansas; 5 de diciembre de 1956) es un empresario y político estadounidense que se desempeña como representante de los Estados Unidos por 2.º distrito congresional de Arkansas desde 2015. Es miembro del Partido Republicano.

## Biografía

### Primeros años, educación y carrera
Nació en Little Rock, Arkansas. Se graduó con una licenciatura en Economía en la Universidad de Vanderbilt. Asistió a la Anderson Graduate School of Management de UCLA, donde obtuvo una designación de director corporativo certificado.
De 1982 a 1984, fue ayudante del senador republicano John Tower. Fue miembro del personal del Comité Senatorial de Banca, Vivienda y Asuntos Urbanos. Fue secretario ejecutivo del Consejo de Política Económica del presidente George H. W. Bush de 1991 a 1993, y subsecretario adjunto del Tesoro para Finanzas Corporativas de 1989 a 1991. Fundó y fue director ejecutivo y presidente de la junta directiva de Delta Trust and Banking Corporation en Little Rock hasta su adquisición por parte de Simmons Bank en 2014.

### Cámara de Representantes de Estados Unidos
Ha sido miembro de la Cámara de los Estados Unidos durante las presidencias de Barack Obama, Donald Trump y Joe Biden. Durante la presidencia de Trump, votó de acuerdo con la posición del presidente el 96,8 % de las veces. Al comienzo de la presidencia de Biden, se opuso a la decisión de este de cancelar el oleoducto Keystone. Dijo que quería trabajar con la administración de Biden en temas de política, incluidos Irán, el libre comercio y la inmigración. Hasta octubre de 2021, había votado de acuerdo con la posición declarada de Biden el 12,5 % de las veces.
El 4 de mayo de 2017, votó para derogar la Ley de Protección al Paciente y Cuidado de Salud a Bajo Precio (Obamacare) y aprobar la Ley de Atención Médica Estadounidense. Votó a favor de la Ley de Empleos y Reducción de Impuestos de 2017.
El 17 de abril de 2020, el líder de la minoría de la Cámara de Representantes, Kevin McCarthy, lo nombró como miembro de la Comisión de Supervisión del Congreso de COVID-19 para supervisar la implementación de la Ley CARES.

### Vida personal
Siendo la novena generación de su familia en Arkansas y católico, reside en Little Rock. Él y su esposa, Martha McKenzie, tienen dos hijos.